# Gesetze im Internet
Gesetze im Internet ist eine vom deutschen Bundesministerium der Justiz und Bundesamt für Justiz zusammen mit Juris betriebene Website, die Volltexte von nahezu dem gesamten deutschen Bundesrecht veröffentlicht.
Neben den Gesetzen werden im sogenannten „Aktualitätendienst“ auch Verkündungen der letzten sechs Monate im Bundesgesetzblatt Teil I zusammengefasst, die sich auch per RSS-Feed abonnieren lassen.
Die Website zeigt neben den amtlichen deutschsprachigen Gesetzen auch englischsprachige Übersetzungen mancher wichtiger deutscher Gesetze und Verordnungen. (bspw. BGB, StGB, ZPO etc.)